# 1972年电影

## 美國奧斯卡（第45屆）
- 奧斯卡最佳影片獎：《教父》
- 奧斯卡最佳導演獎：鮑柏·佛西《酒店》
- 奧斯卡最佳原著劇本獎：《候選人》
- 奧斯卡最佳改編劇本獎：《教父》
- 奧斯卡最佳男主角獎：馬龍·白蘭度《教父》
- 奧斯卡最佳女主角獎：萊莎·明奈利《酒店》
- 奧斯卡最佳外語片獎：《中產階級拘謹的魅力》

## 金馬獎（第10屆）
- 最佳劇情片——《秋決》（大眾電影公司）
- 最佳導演——李行《秋決》
- 最佳男主角——歐威《秋決》
- 最佳女主角——翁倩玉《真假千金》